# 突厥語族群

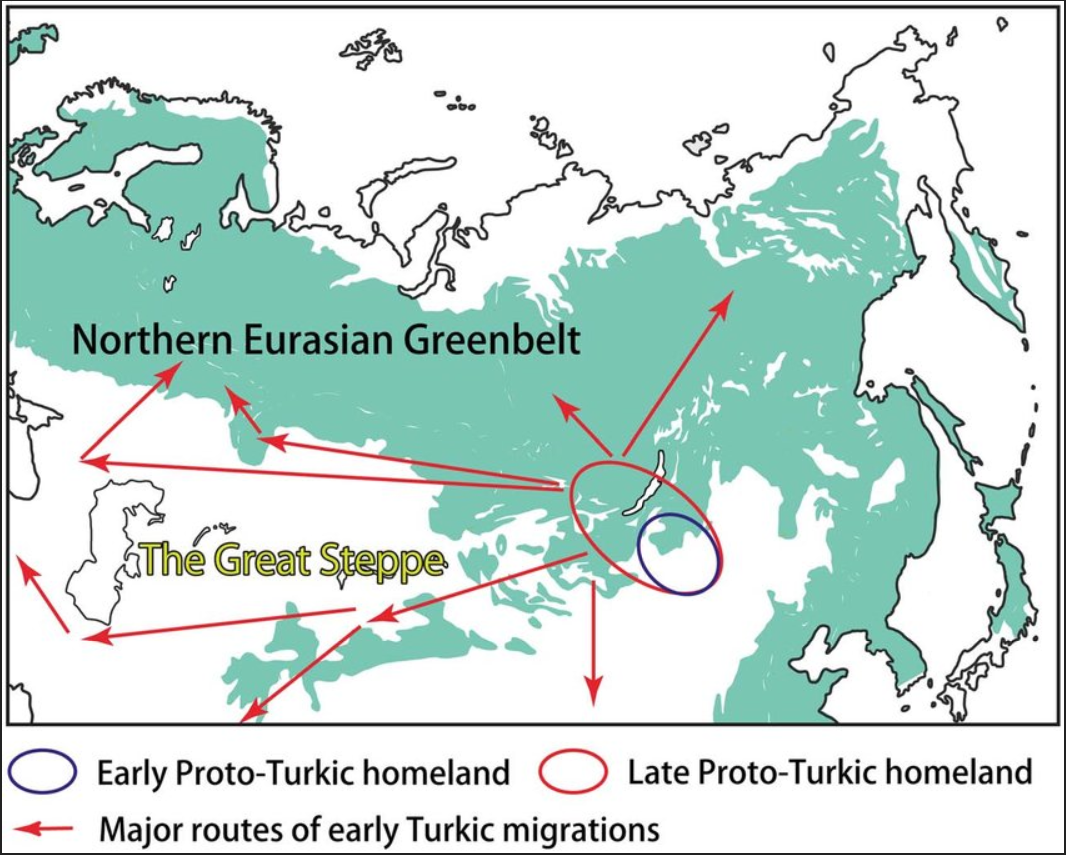
突厥語民族的起源與擴張

突厥語民族，即廣義的突厥人（土耳其语：Türk / Türkler），是欧亚大陆使用突厥語系語言的眾多族群的統稱，源自原始突厥族，中文“突厥”為音譯，来自史料關於突厥汗国的自称，中國歷史上也曾有「圖爾基、土兒機」等譯名。
廣義的“突厥人”是一个文化认同概念，是经过历史上的长期迁徙，并融合、同化了大量其他民族后形成的。在公元6世纪，建立突厥汗国的阿史那、阿史德等十个部落被称为突厥，而其他突厥語部族则被称为“鐵勒诸部”。在中国古代史籍中，首先乃建立突厥汗国的阿史那、阿史德等十个部落被称为突厥，而其他突厥語部族则被称为“鐵勒诸部”。说明中国北朝史书中，突厥是一个政治概念，而非民族概念。古突厥人與烏孫同以狼為圖騰，大帳外置一幅狼旗。烏孫中的咄陸部與古突厥人一樣，為陣亡的將士立石為記，將部落印記刻在石上。铁勒與堅昆最早一起住在葉尼塞河，曾向後者學習冶煉。

## 名称
汉语中“突厥”的名称来自突厥人的自称（突厥语：‎或‎，Türük）。马考特和伯希和独立地提出，汉语“突厥”是蒙古语“Türküt”的音译，该词是Türk的一种复数形式。伯希和注意到突厥语里Türk的复数应是Türklär（土耳其語：Türkler），而-üt是蒙古语的复数词缀。进而推测Türküt是Türk在柔然语中的复数形式。而蒲立本则提出，“突厥”就是Türk的音译，“厥”只代表辅音k。
至于突厥人自称的来源，则众说纷纭。据《周書·異域傳》記載，突厥“居金山（即阿尔泰山）之陽……金山形似兜鍪，其俗謂兜鍪為「突厥」，遂因以為號焉。”战盔一词蒙古语，土耳其语tulga，接近Türk，或许可以印证这种说法。另有一说突厥意为“强力”或“力气”。一说突厥是铁勒阿史那的粟特語发音。

## 源流
突厥的源流並未有定論。西方史学界共识是原始突厥族活跃在中亚至西伯利亚之间的地区，且历史上他们大多生活在当今蒙古地区之内。
按照中国史料，突厥最早出自丁零，後被併入匈奴帝國，之後改稱為敕勒或鐵勒，可以確定他們帶有匈奴的血統，《北史》记载「突厥者，其先居西海之右，獨為部落，蓋匈奴之別種也。另一说出自平涼雜胡。又曰突厥之先，出於索國，在匈奴之北。」在南北朝由葉尼塞河遷居至阿爾泰山。由阿爾泰山遷居至蒙古。由蒙古前往中亞。突厥人还包含斯基泰人（塞种人）和乌孙人的血统，突厥人从公元6世纪起的开始往中亞迁移。公元13世纪后，察合台汗国和欽察汗国的建立导致了蒙古人也来到了中亞。

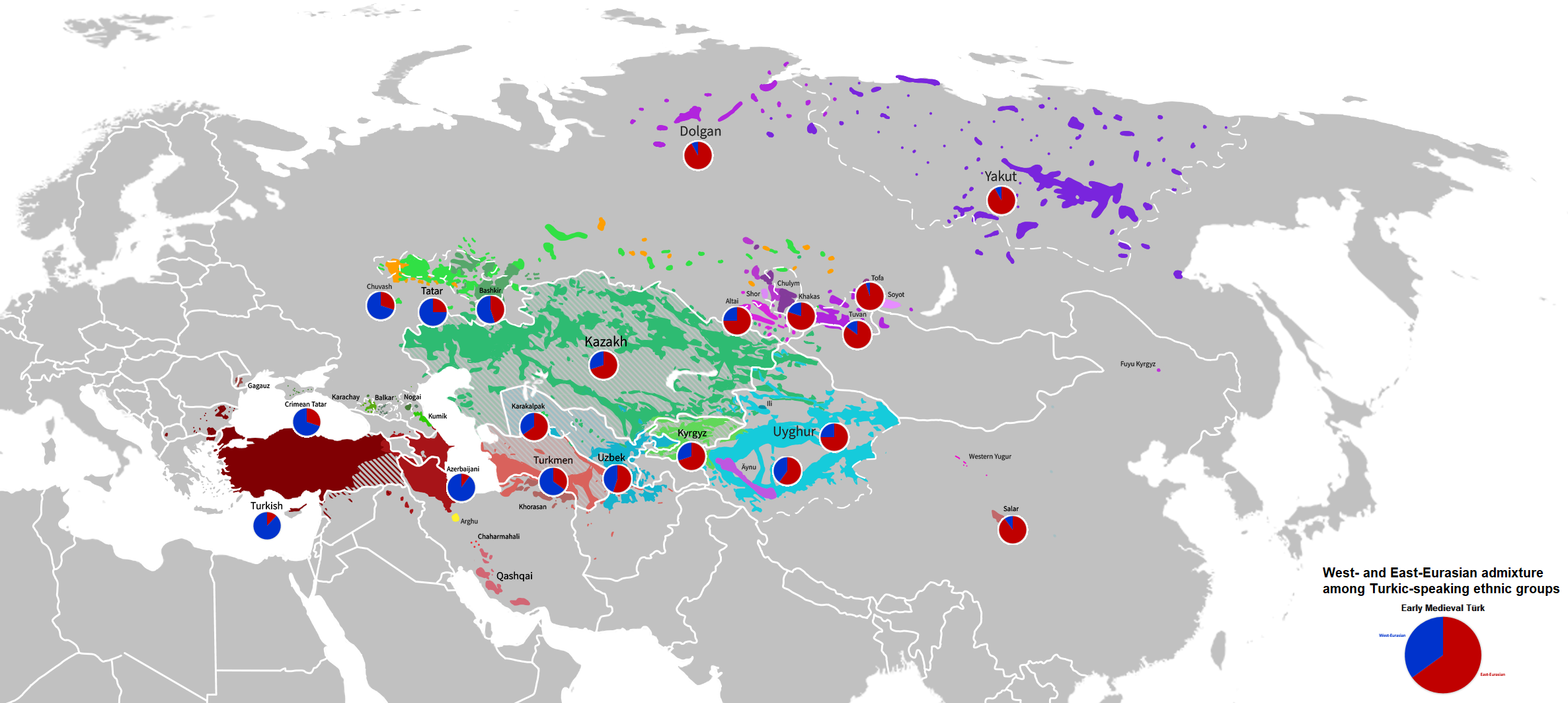
各突厥語民族的基因組成。

早期的突厥人是游牧民族，在公元600年代，他們用羊毛，皮革，地毯和馬匹交換木材，絲綢，蔬菜和穀物，並在阿爾泰山以南煉鐵。儘管也有摩尼教，景教和佛教的信徒，但大多數突厥人都是滕格里的信仰者，在阿拉伯穆斯林征服中亞期間，突厥人以奴隸身份進入了穆斯林世界，成為阿拉伯人征服的戰利品。穆斯林通過傳教士，蘇非派和商人的努力征服了河中之後，突厥人開始定居和皈依伊斯蘭教。
在阿拔斯哈里發統治下，越來越多的突厥人被訓練為士兵，到了九世紀，突厥指揮官帶領哈里發的軍隊參戰。隨著阿拔斯王朝的哈里發政權的衰落，突厥軍官承擔了更多的軍事和政治權力，與自己的突厥軍隊一起接管或建立了自己的王朝。

## 人口

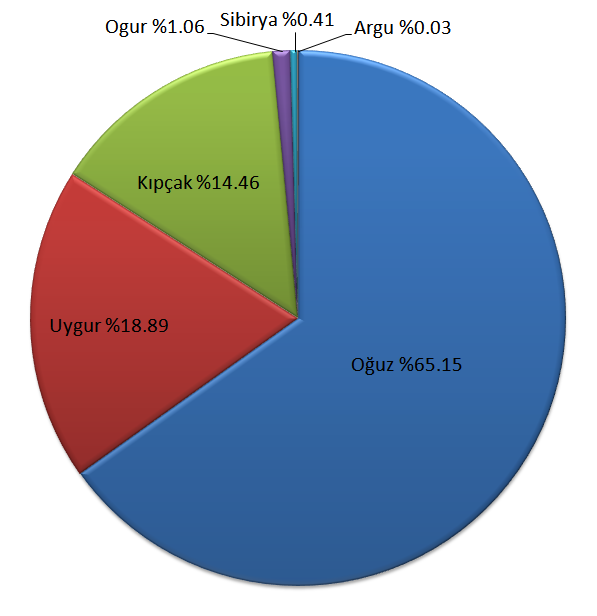
当代突厥語民族中，乌古斯（乌古斯語支）占65.15%，维吾尔（葛邏祿語支）占18.89%，钦察（钦察語支）占14.46%

突厥人作为一个民族集团，呈现出了丰富多样性的族群类型。現在全球有1.83億人口使用突厥語系語言，這些人主要分佈（依人口多寡）在土耳其、乌兹别克斯坦、伊朗（阿塞拜疆地區）、中国的新疆维吾尔自治区、哈萨克斯坦、阿塞拜疆、土库曼斯坦、吉尔吉斯斯坦、阿富汗、俄罗斯的鞑靼斯坦、巴什科爾托斯坦与北塞浦路斯等国家与地区。此外在蒙古、克里米亚、北高加索部分地區、巴尔干地区、中国的青海、甘肃、内蒙古自治区与黑龙江也各有十万以上的人口分布。
下面列举了突厥人的相关族群的居住核心区域以及他们的规模（万人）：
| 民族 | 主要区域                                                     | 人口（万） | 现代语言（語支）                         | 主要宗教                 |
| --- | ------------------------------------------------------------ | ---------- | ---------------------------------------- | ------------------------ |
| 楚瓦什人 | 楚瓦什共和國                                                 | 170        | 楚瓦什语（烏古爾語支）                   | 正教會                   |
| 土耳其人 - 麦斯赫特土耳其人 - 土耳其裔敘利亞人 - 土耳其裔埃及人 - 阿尔及利亚的土耳其人 - 土耳其裔伊拉克人 - 克里特土耳其人 - 保加利亞的土耳其人 | 土耳其、德国、北塞浦路斯                                     | 7000       | 土耳其语（烏古斯語支）                   | 伊斯兰教逊尼派和阿拉维派 |
| 阿塞拜疆人 | 阿塞拜疆、伊朗西北、土耳其                                   | 3000       | 阿塞拜疆语（烏古斯語支）                 | 伊斯兰教逊尼派/什葉派    |
| 土库曼人 | 土库曼斯坦、伊朗、阿富汗                                     | 800        | 土库曼语（烏古斯語支）                   | 伊斯兰教逊尼派/什葉派    |
| 卡什加人 | 伊朗                                                         | 170        | 卡什加语（烏古斯語支）                   | 伊斯兰教什叶派           |
| 阿夫沙爾 | 伊朗                                                         | 20-40      | 阿夫沙爾语（烏古斯語支）                 | 伊斯兰教                 |
| 加告兹人 | 加告茲自治領土單位                                           | 20         | 加告兹语（烏古斯語支）                   | 正教會                   |
| 撒拉人 | 青海省循化撒拉族自治县、甘肅省積石山保安族東鄉族撒拉族自治縣 | 16         | 撒拉语（烏古斯語支）                     | 伊斯兰教                 |
| 哈拉吉人 | 伊朗                                                         | 5          | 哈拉吉語                                 | 伊斯兰教                 |
| 哈萨克人 | 哈萨克斯坦、俄罗斯、新疆伊犁哈薩克自治州                     | 1300       | 哈萨克语（欽察語支）                     | 伊斯兰教逊尼派           |
| 伏爾加鞑靼人 | 鞑靼斯坦共和国、巴什科尔托斯坦共和国                         | 700        | 鞑靼语（欽察語支）                       | 伊斯兰教逊尼派、東正教   |
| 吉爾吉斯人 | 吉尔吉斯斯坦、乌兹别克斯坦、新疆克孜勒蘇柯爾克孜自治州       | 450        | 吉爾吉斯语（欽察語支）                   | 伊斯兰教逊尼派           |
| 巴什基尔人 | 巴什科尔托斯坦共和国                                         | 200        | 巴什基尔语（欽察語支）                   | 伊斯兰教逊尼派           |
| 克里米亚鞑靼人 | /克里米亚                                                    | 50-200     | 克里米亚鞑靼语（欽察語支）               | 伊斯兰教逊尼派           |
| 卡拉卡尔帕克人 | 卡拉卡尔帕克斯坦、哈萨克斯坦、土库曼斯坦                     | 60         | 卡拉卡尔帕克语（欽察語支）               | 伊斯兰教逊尼派           |
| 库梅克人 | 俄罗斯                                                       | 40         | 库梅克语（欽察語支）                     | 伊斯兰教逊尼派           |
| 卡拉恰伊人和巴尔卡尔人 | 卡拉恰伊-切尔克斯共和国                                      | 40         | 卡拉恰伊－巴尔卡尔语（欽察語支）         | 伊斯兰教逊尼派           |
| 諾蓋人 | 俄罗斯、土耳其                                               | 40         | 諾蓋语（欽察語支）                       | 伊斯兰教逊尼派           |
| 烏魯姆人 | 喬治亞、烏克蘭                                               | 19         | 烏魯姆語（欽察語支）                     | 正教會                   |
| 阿尔泰人 | 阿尔泰共和國                                                 | 10         | 阿尔泰语（欽察語支）                     | 藏传佛教 /薩滿教         |
| 西伯利亞韃靼人 | 俄罗斯                                                       | 0.7        | 西伯利亞韃靼语（欽察語支）               | 伊斯兰教逊尼派           |
| 卡拉伊姆人和克里姆查克人 | 烏克蘭、俄羅斯、以色列                                       | 0.3        | 卡拉伊姆語和克里姆查克语（欽察語支）     | 犹太教                   |
| 乌兹别克族 | 乌兹别克斯坦、阿富汗、塔吉克斯坦                             | 2830       | 乌兹别克语（葛邏祿語支）                 | 伊斯兰教逊尼派           |
| 维吾尔人 | 新疆維吾爾自治區、哈萨克斯坦、乌兹别克斯坦                   | 900        | 维吾尔语（葛邏祿語支）                   | 伊斯兰教逊尼派           |
| 艾努人 | 新疆維吾爾自治區                                             | 1          | 艾努语（葛邏祿語支）                     | 伊斯兰教什叶派           |
| 土爾克人 | 新疆維吾爾自治區                                             | 0.01       | 土爾克语（葛邏祿語支）                   | 伊斯兰教                 |
| 雅库特人 | 薩哈共和國                                                   | 50         | 雅库特语（西伯利亞語支）                 | 正教會                   |
| 图瓦人 | 圖瓦共和國、新疆禾木哈纳斯蒙古族乡、蒙古國                   | 30         | 图瓦语（西伯利亞語支）                   | 藏传佛教 /薩滿教         |
| 裕固族 | 甘肃省肃南裕固族自治县、黄泥堡裕固族乡                       | 14         | 西部裕固语（西伯利亞語支）               | 藏传佛教                 |
| 哈卡斯人 - 富裕柯爾克孜人 | 哈卡斯共和國、黑龍江省友誼達斡爾族滿族柯爾克孜族鄉           | 8          | 哈卡斯语、富裕柯爾克孜語（西伯利亞語支） | 正教會                   |
| 庫曼丁人、切爾干人、圖巴拉爾人 | 阿尔泰共和國                                                 | 5.7        | 北阿尔泰語（西伯利亞語支）               | 正教會                   |
| 索爾人 | 克麥罗沃州                                                   | 1.4        | 邵爾語（西伯利亞語支）                   | 正教會                   |
| 多爾干人 | 克拉斯諾亞爾斯克邊疆區                                       | 0.8        | 多爾干語（西伯利亞語支）                 | 正教會                   |
| 托法人 | 下乌金斯克区                                                 | 0.009      | 托法語（西伯利亞語支）                   | 正教會                   |
| 楚利姆韃靼人 | 克拉斯諾亞爾斯克邊疆區                                       | 0.004      | 楚利姆語（西伯利亞語支）                 | 正教會                   |

## 研究書目
- 蔡鴻生：《唐代九姓胡與突厥文化》（北京：中華書局，1998）。
- 王小甫：《唐朝對突厥的戰爭》（北京：華夏出版社，1996）。
- Thomas Barfield著，袁劍譯：《危險的邊疆：游牧帝國與中國》（南京：江蘇人民出版社，2011）。